# Zulaufbauwerk
Zulaufbauwerke in Bodenfiltern verteilen zugeleitetes Wasser möglichst homogen auf der Filteroberfläche (Verteilerbauwerk).
Eine geeignete Bauausführung verringert die hydraulische Beanspruchung von Filtersubstrat und Bepflanzung: Strömungsenergie und Fließgeschwindigkeit des Wassers werden reduziert, um im Einlaufbereich des Bodenfilters unerwünschte Oberflächenerosion und Vegetationsschäden zu vermeiden. Die zum Erosionsschutz erforderliche Energieumwandlung im Einlaufbereich kann durch Tosbecken, Steinschüttungen, Einsatz von Gabionen u. a. erfolgen.
Angestrebt wird eine großflächige Infiltration, um die gesamte Filterfläche für Reinigungsprozesse optimal zu nutzen. Im Regelfall wird dies durch breitflächige oder linienförmige Zuleitung (zum Beispiel durch Überlaufschwellen, Zulaufgerinne) zum Retentionsraum erreicht.
Ungünstig sind frontale, punktförmige Zulaufbauwerke, wie sie bei räumlicher Begrenzung des Retentionsbodenfilters erforderlich sein können. Nachteil dieser konstruktiven Gestaltung ist eine hohe potenzielle Fließgeschwindigkeit im Einlaufbereich mit der Folge von Erosion der Filteroberfläche. Hier ist speziell bei Schilfbepflanzung häufig ein andauerndes Niederlegen des Bewuchses in der Hauptzulaufströmung zu verzeichnen. 
Das Zulaufbauwerk muss für Wartungszwecke (Sedimenträumung) zugänglich sein.